# Universidad Nacional del Centro de la Provincia de Buenos Aires
La Universidad Nacional del Centro de la Provincia de Buenos Aires, también conocida como UNCPBA o UNICEN, es una universidad pública argentina con epicentro en la ciudad de Tandil. A su vez, tiene dependencias (facultades) en las localidades cercanas de Azul y Olavarría, en el centro del interior de la Provincia de Buenos Aires; así como otra dependencia en la ciudad de Quequén (partido-municipio de Necochea), sobre la costa atlántica del sureste bonaerense.
Fue fundada en 1974 por ley 20.753, en el marco del plan Taquini. Sin embargo, previamente ya funcionaba en Tandil un instituto universitario privado, y en Azul y Olavarría existían institutos vinculados a la Universidad Nacional del Sur de Bahía Blanca. La UNICEN se formó aglomerando toda esta infraestructura ya existente con el objetivo de proveer estudios universitarios en la región y evitar de ese modo la emigración masiva hacia polos universitarios como la Ciudad de Buenos Aires o La Plata.
En esta universidad se gesta el Parque Científico Tecnológico de Tandil, que atrae principalmente a empresas de desarrollo de software y hardware de todo el país y en menor medida del resto del mundo. Es también en el Parque Científico Tecnológico o Polo Informático donde se sembraron las bases para la creación de diversas empresas y emprendimientos de alumnos.
A partir del año 2004, comenzó a funcionar en la ciudad de Tandil la Escuela Nacional Ernesto Sábato, de nivel Secundario, dependiente de la UNICEN. El nombre hace honor al famoso escritor argentino Ernesto Sabato. 
En 2005, se abrió un nuevo establecimiento educativo de nivel secundario, pero esta vez en Olavarria, la Escuela Nacional Adolfo Pérez Esquivel; el nombre del mismo hace alusión al Premio Nobel de la Paz, Adolfo Pérez Esquivel. 
Por otra parte, se abrió en 2007 una escuela del mismo nivel en la ciudad de Azul. 
En 2022, según el ranking anual que publica la consultora británica Quacquarelli Symonds, la UNICEN quedó posicionada como la séptima mejor universidad del país y la 601.ª a nivel mundial, consolidándose en como una de las instituciones universitarias públicas mejor posicionadas a nivel nacional y regional. .

## Historia

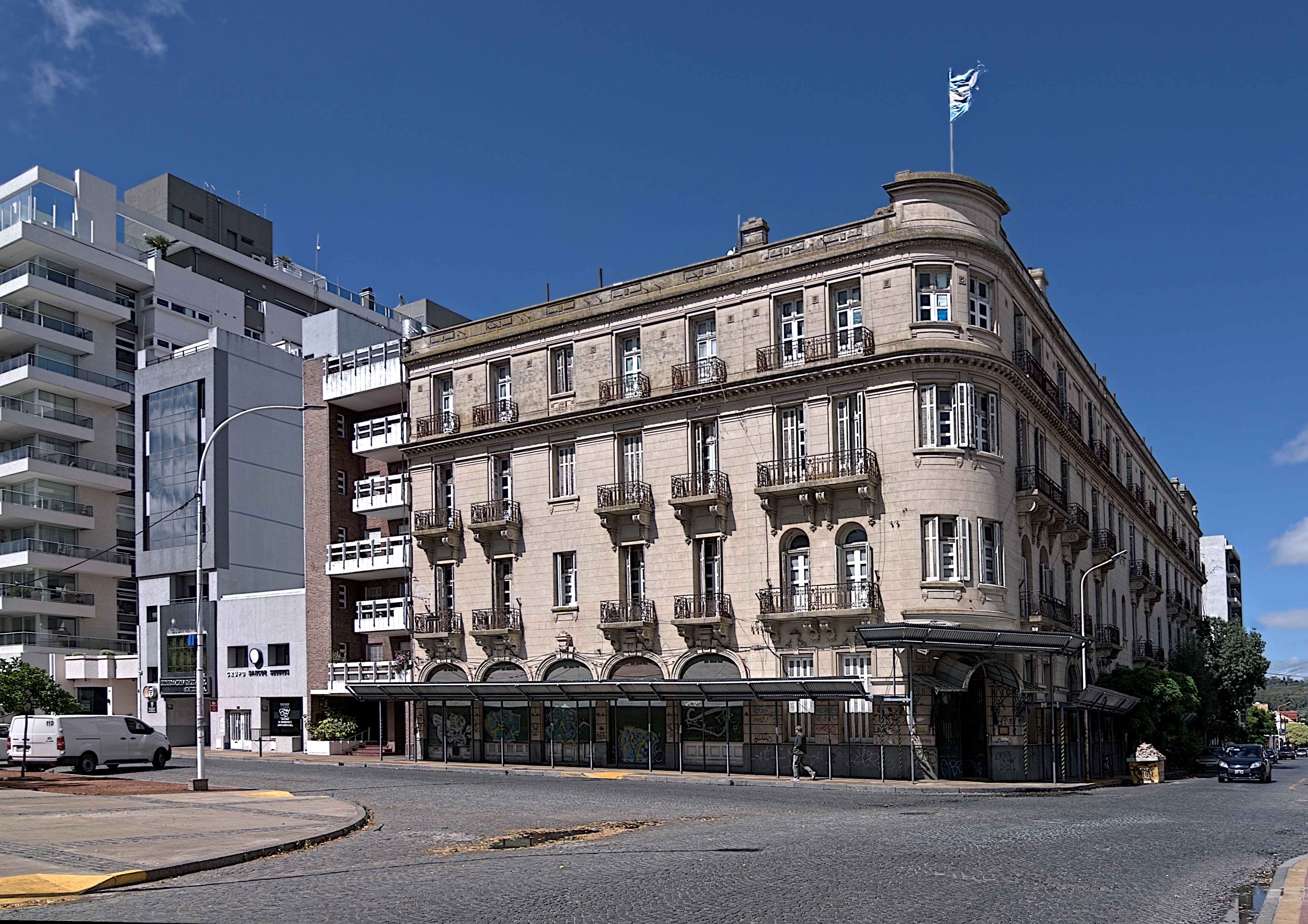
Edificio del Rectorado.

A comienzos de la década del 60 surge en Tandil la idea de montar un instituto de enseñanza superior para la población joven de la ciudad.

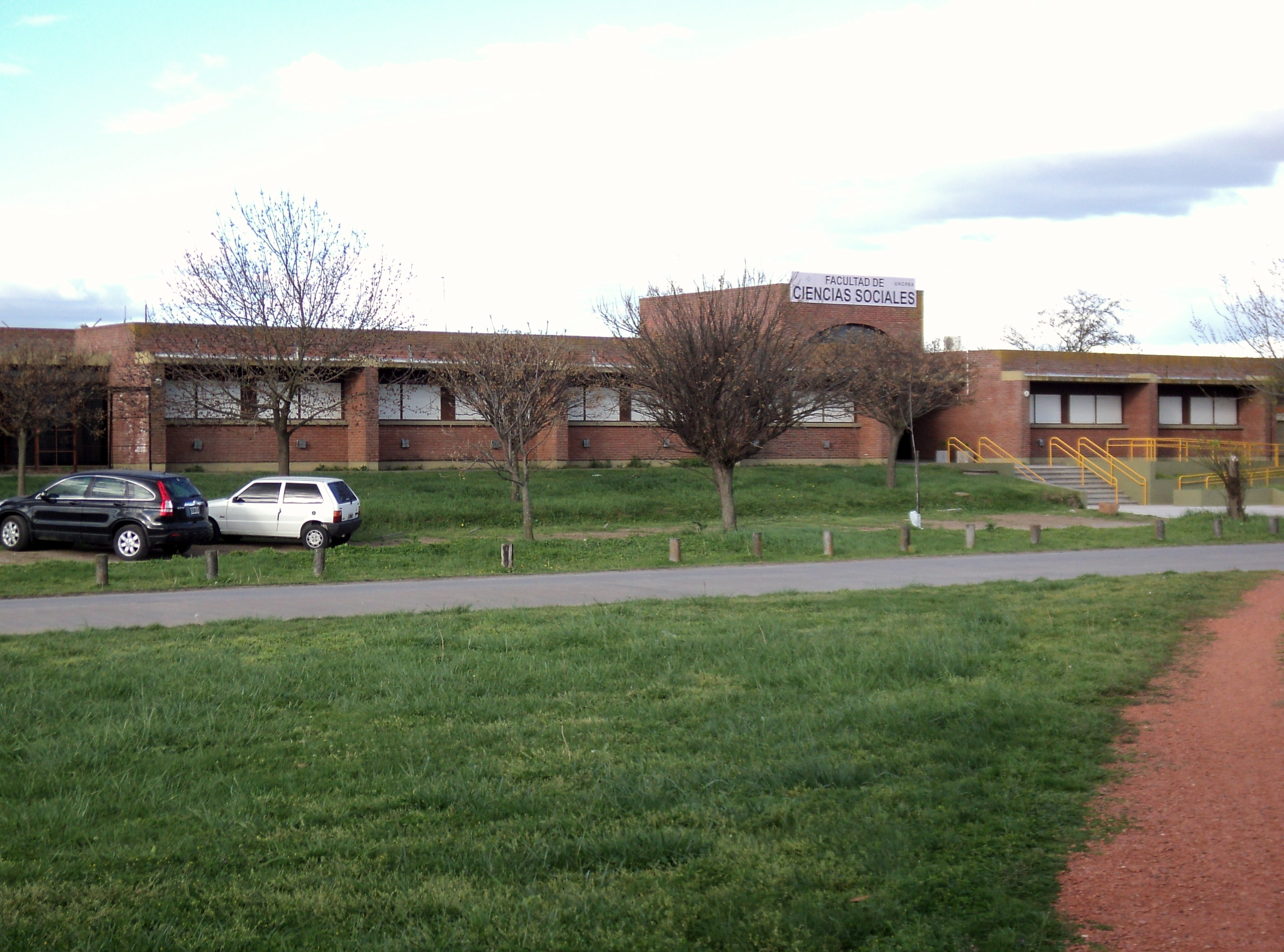
La facultad de Ciencias Sociales en Olavaria.

El 30 de mayo de 1964 finalizaron las gestiones del Dr. Osvaldo Zarini y se creó el Instituto Universitario de Tandil. Su primera facultad fue la de Ciencias del Hombre (actualmente de Ciencias Humanas), en 1965 se crearon la facultad de Ciencias Económicas y Ciencias Físico-Matemáticas (actualmente Ciencias Exactas) y en 1969 la Facultad de Ciencias Veterinarias. Ese mismo año se creó el Instituto Universitario de Olavarría, financiado por la Fundación Fortabat y por el gobierno municipal,  bajo la gestión del Ing. Enrique Mario Alfieri, dependiendo académicamente de la Universidad Nacional del Sur, que controlaba las actividades de sus dos departamentos: Ingeniería y Ciencias Económicas. En 1973 la ciudad de Azul, aprovechando la creación de nuevas universidades nacionales creó el Departamento de Agronomía dependiendo del Instituto de Olavarría.
Los entonces senadores nacionales Fernando de la Rúa y Juan Carlos Pugliese presentaron un proyecto de ley fundamentado en la importancia demográfica y económica de la zona por un lado y por otro lado la incapacidad del esfuerzo privado para solventar la demanda frente al crecimiento universitario.
Se creó el 9 de octubre de 1974 a través de la ley 20.753, en el marco del Plan Taquini, promulgada por la presidenta María Estela Martínez de Perón con el fin de reunir las estructuras universitarias de Tandil, Olavarría y Azul. El Dr. Raúl C. Cruz, rector de la Universidad de Tandil, fue designado Delegado organizador de la nueva universidad nacional. Los bienes y personal de los institutos privados pasaron a manos de la nueva institución.
En 1983 asume el escribano Natalio Etchegaray quien cumple sus funciones durante cuatro meses, momento en el que asume Juan Carlos Pugliese (hijo).
En marzo de 1986 una Asamblea Universitaria, con miembros elegidos por las diferentes facultades, eligen por voto directo a las autoridades. En 1988 el cuerpo reelige a Pugliese y al agrimensor Carlos Nicolini como vicerrector quienes culminan sus mandatos en 1992. En una nueva asamblea son elegidos Nicolini y el Cr. Roberto Tassara como rector y vice. Entre 1996 y 2000 fue reelegido Nicolini pero esta vez secundado por el Dr. Eduardo Miguez.
En 1987 se creó la Facultad de Ciencias Sociales en Olavarría, en 1989 la Escuela Superior de Teatro (actualmente Facultad de Arte) y en 1996 la Unidad de Enseñanza en Quequén. Además en este período se crearon nuevas carreras y postgrados. Estos hechos son los más destacados entre los inicios de la normalización universitaria y fines de la década del '90.
En noviembre de 2000 la Asamblea Universitaria nombró rector al Dr. Néstor Auza y vice al Med. Vet. Arnaldo Pissani. Auza fue reelegido en 2004, esta vez secundado por el Ing. Marcelo Spina. El 17 de diciembre de 2008 volvió a ser elegido rector el contador Tassara.

## Facultades y sedes
Las 10 facultades que componen la UNICEN están distribuidas en tres sedes: 5 facultades en Tandil,  2 facultades en Azul y 3 facultades en Olavarría, además de una Subsede en Quequén. 

### Tandil
- Facultad de Ciencias Humanas https://www.fch.unicen.edu.ar/
- Facultad de Ciencias Económicas https://www.econ.unicen.edu.ar/
- Facultad de Ciencias Veterinarias http://www.vet.unicen.edu.ar/

Entre sus profesionales, se encuentra el Dr. Carlos Lanusse - National Scientific and Technical Research Council | conicet · CIVETAN - Centro de Investigación Veterinaria de Tandil - Med Vet, Dr Cs Vet, Ph.D. Quien explica el uso de la Ivermectina en la medicina veterinaria y la proyección de este fármaco en la medicina humana en busca de dar solución a la enfermedad causada por virus COVID-19. El especialista recalcó la importancia de "no automedicarse" ya que existe el mismo medicamente que es para aplicación animal. 
- Facultad de Ciencias Exactas https://exa.unicen.edu.ar/
- Facultad de Arte http://www.arte.unicen.edu.ar/

Con la excepción de la Facultad de Arte, que funciona en el edificio de 9 de Julio 430 en pleno centro de Tandil, las restantes cuatro facultades tienen asiento en el denominado Campus Universitario, situado a 7 km de centro urbano, y al mismo tiempo, son las 4 facultades con más matrículas de estudiantes, dada la mezcla y variedad de carreras que ofrecen. El campus, que comenzó a construirse en 1980, abarca una superficie de 53 hectáreas en las inmediaciones de la Ruta RN 226, y comprende:
- Áreas de Investigaciones (laboratorios)
- Áreas Académicas (4 pabellones de aulas comunes, bibliotecas, facultades)
- Áreas de Gobierno de la Universidad y las Facultades (oficinas de apoyo y oficinas administrativas)

El Campus Universitario cuenta con un importante Comedor Universitario, kioskos, un banco y varios cajeros automáticos, un gimnasio polideportivo, con canchas de handbol, básquetbol, vóleibol, y fútbol 5, con una superficie cubierta de 1700 m². Se llega al mismo a través de las línea 501, línea 503 y línea 505 del servicio de Transporte Público de Pasajeros de Tandil. Todos los edificios cuentan con internet WIFI para el uso público.   
Por otro lado, cuenta con una de las bibliotecas más modernas del país. La Biblioteca Central UNICEN fue fundada en 1964 y, el 7 de noviembre de 2013, luego de su traslado, fue inaugurada en el campus universitario sobre un edificio que demandó una inversión de más de diez millones de pesos del estado nacional. La Biblioteca cuenta con 60.700 ejemplares, entre ellos, obras literarias de diferentes épocas y naciones, además de un auditorio y una sala de conferencias. A nivel tecnológico, incluye un moderno Data Center para servir a todo el campus con tecnología de punta. Asimismo, es posible consultar una hemeroteca digital en formato CD, bases de datos y catálogo electrónico para efectuar las consultas rápidamente.
También, el Campus cuenta con un Complejo de Residencias destinados a estudiantes que no sean residentes de Tandil, divididos en dos importantes edificios, de los siete que se construirán cuando finalice el proyecto. Cada edificio cuenta con habitaciones y cocina comedor. 
Dependientes de la Universidad, funcionan en la ciudad de Tandil 3 jardines de infantes y la Escuela Nacional Ernesto Sábato. 
Integrado al Edificio del Rectorado se encuentra el Teatro La Fábrica. 
El Centro Cultural Universitario funciona en Yrigoyen 662. y es epicentro de actividades culturales y deportivas, oficinas dependientes del Rectorado, y además,  donde se celebran las colaciones de grado.
En Tandil, también funciona la sede central de la Obra Social del Personal de la Universidad Nacional del Centro de La Provincia de Buenos Aires (OSPUNCBA).

### Azul
- Facultad de Agronomía
- Facultad de Derecho

### Olavarría
- Facultad de Ingeniería web
- Facultad de Ciencias Sociales web
- Facultad de Ciencias de la Salud web

### Quequén
- Unidad de Enseñanza Universitaria de Quequén

La Unidad de Enseñanza Universitaria de Quequén, dependiente de la Universidad Nacional del Centro de la Provincia de Buenos Aires, funciona desde febrero de 1996, cuando comenzó con el dictado del Ciclo Básico en Ciencias para acceder al tercer año de las carreras de la Facultad de Ciencias Exactas de Tandil y de la Facultad de Ingeniería de Olavarría.

## Investigación aplicada y extensión

### Fronteras de la inteligencia artificial
En la Facultad de Ingeniería de la UNICEN trabajan sobre sistemas informáticos que simulan la inteligencia humana. Los descubrimientos en robótica son únicos en el país y ya están en marcha nuevos proyectos para develar los misterios del cerebro.

## Núcleos de Investigación
Facultad de Ciencias Económicas
- Instituto de Economía de Tandil

El Instituto de Economía fue creado en el año 2009, y está integrado por docentes e investigadores de la UNICEN que se desempeñan dentro de las áreas de Economía, Finanzas y Métodos Cuantitativos, complementando sus actividades docentes con la investigación orientada hacia la promoción del desarrollo socioeconómico. 
Funciona físicamente en el edificio de Mitre 29, como una dependencia de la Facultad de Ciencias Económicas. 

### Facultad de Ciencias Sociales
- Estudios de Comunicación y Cultura en Olavarría - ECCO

El Núcleo de Investigaciones Científicas Estudios de Comunicación y Cultura en Olavarría - ECCO se inició en el año 2013, aunque tiene sus antecedentes directos en otros proyectos del grupo EEDUCCOM (1998-2001), a partir del cual desarrolló sus áreas temáticas. Investiga las prácticas y procesos socioculturales de nuestra época, con especial atención a la ciudad de Olavarría y la región, registrando la conformación de subjetividades, especialmente, las vinculadas con la juventud y sus implicaciones para las políticas públicas. De acuerdo a este planteo, el recorte del campo de investigación que propone no es disciplinar sino transdisciplinar ya que considera que la comunicación es una dimensión que atraviesa las diferentes disciplinas. Su propósito es comprender problemas/procesos; la comunicación, en este sentido, es un fenómeno transversal, condición de posibilidad de todas las prácticas sociales. 
- Áreas Temáticas
  - Prácticas discursivas: en esta línea se abordan la relación de los discursos sociales con la producción de subjetividades, haciendo hincapié tanto en el consumo, por ejemplo de tecnología, como en la producción de conocimientos y su comunicación, en especial, en los ámbitos científicos y educativos.
  - Instituciones: se abordan las configuraciones institucionales en su relación con la cultura, la subjetividad y los procesos de diferenciación y desigualdad social.
  - Prácticas culturales: se abordan las manifestaciones simbólicas en su configuración de la experiencia histórica, haciendo hincapié en la producción de una cultura visual y las prácticas artísticas locales.

- Investigaciones en Formación Inicial y Prácticas Educativas - IFIPRAC-ED

Con la denominación IFIPRAC-ED - Investigaciones en Formación Inicial y Prácticas Educativas-, se conforma un Núcleo de Actividades Científicas y Tecnológicas (NACT) que tiene como propósito principal producir conocimiento en el campo de la formación docente y las prácticas educativas, en sentido amplio.
El núcleo entiende que los resultados de sus acciones de investigación deben contribuir a la región en  la promoción del pensamiento crítico y la educación socio-comunitaria y escolar. Mediante acciones concertadas de colaboración, asesoramiento y emprendimientos conjuntos con organizaciones de la comunidad, procura el desarrollo de emprendimientos que fortalezcan la autonomía en la creación de instancias de formación y desarrollo cultural.
Está integrado por investigadores, estudiantes y becarios de la Facultad de Ciencias Sociales (UNICEN) y de la Facultad de Arte (UNICEN). 
- Áreas Temáticas 
  - Las prácticas educativas, en ámbitos del sistema educativo formal y en contextos no formales de educación.
  - La formación docente inicial y continua.
  - La formación y especialización de educadores que se desempeñan en espacios educativos alternativos a los formales.
  - Las prácticas educativas madiadas tecnológicamente.

- Unidad Ejecutora Investigaciones Arqueológicas y Paleontológicas del Cuaternario Pampeano - INCUAPA

El grupo INCUAPA fue creado en 1993, desde entonces las prioridades han girado en torno a la producción de conocimiento original que se ha plasmado en publicaciones en revistas tanto nacionales como internacionales de prestigio.  La consolidación del grupo se hizo evidente desde sus inicios a través de la radicación de sus investigadores en Olavarría y una fuerte tendencia en la formación de postgrado de sus integrantes. Además, se han realizado importantes vínculos de investigación con instituciones nacionales y extranjeras.
A partir del 30 de septiembre de 2011, se creó la Unidad Ejecutora Investigaciones Arqueológicas y Paleontológicas del Cuaternario Pampeano (INCUAPA), Resolución N.º 2859 del CONICET. La misma tiene doble dependencia CONICET y UNICEN.
Entre las actividades llevadas a cabo  se incluyen no solo aquellas relacionadas con el desarrollo de proyectos científicos (publicaciones, conferencias) sino, además, tareas de asesoramiento a museos y municipios de la zona, rescates arqueológicos y paleontológicos, dictado de cursos de grado y de posgrado, dirección de becarios e investigadoras y participación en tareas de extensión educativa hacia la comunidad.  
- Áreas Temáticas
  - Adaptación humana y trayectoria histórica de las poblaciones humanas durante el Pleistoceno final y Holoceno en la región pampeana.
  - Tafonomía y procesos de formación de sitios en el área Interserrana Bonaerense.
  - Investigaciones arqueológicas en el valle inferior del Río Colorado, Provincia de Buenos Aires. Investigaciones arqueológicas en la costa
  - Norpatagónica, Golfo San Matías (Río Negro).
  - Investigaciones arqueológicas y dinámica de poblaciones prehispánicas en la Subregión Pampa Seca.
  - Paleontología, Arqueología, Patrimonio y Sociedad.

- Núcleo Regional de Estudios Socioculturales - NuRES

El Núcleo Regional de Estudios Socioculturales - NuRES es un núcleo de actividades científico – tecnológicas del Departamento de Antropología Social. Su objetivo principal es el abordaje interdisciplinario de las problemáticas locales/regionales Pampeanas, el estudio de los procesos sociales, culturales, políticos y económicos que caracterizan a la región, y la transferencia del conocimiento al medio social. El área de aplicación de los mismos es el desarrollo regional y local en relación con políticas ambientales, patrimonio histórico y cultural, salud y género, políticas sociales, turismo rural y cultural. El grupo multidisciplinario se constituye a partir del agrupamiento de proyectos de investigación que se venían desarrollando en la FACSO, principalmente en el ámbito de la carrera de Antropología Social, desde 1990. Es reconocido como grupo de investigación en 1994 por el Consejo Superior de la Universidad y actualmente es un Núcleo de Actividades Científicas y Tecnológicas de la Universidad Nacional del Centro de la Provincia de Buenos Aires.
- Áreas Temáticas
  - Estudios socioculturales
  - Políticas y estudios socio-ambientales
  - Patrimonio histórico y cultural
  - Problemáticas de Salud
  - Estudios de Género
  - Políticas sociales
  - Turismo rural y cultural

- Producciones e investigaciones comunicacionales y sociales de la ciudad intermedia - PROINCOMSCI

El Grupo Producciones e investigaciones comunicacionales y sociales de la ciudad intermedia - PROINCOMSCI es un Núcleo de Actividades Científico-Tecnológicas (NACT), consolidado a partir de su reconocimiento por el Consejo Superior de la Universidad Nacional del Centro de la Provincia de Buenos Aires que funciona en la FACSO. Lo integran investigadores, docentes, becarios y productores mediáticos (junto a estudiantes avanzados) de Comunicación Social, Antropología y Educación e Historia.
Su misión es realizar investigaciones y producciones en el campo de los procesos comunicacionales, identitarios, organizacionales, culturales y sociales, incluyendo los imaginarios asociados a problemáticas sociopolíticas que encuentren en la ciudad media una focalización y acotamientos específicos, de acuerdo con abordajes desde la Comunicación Social e Institucional, la Antropología y demás ciencias sociales asociadas, con el fin de aportar visiones científicas y objetivantes que conlleven enfoques originales para su transferencia.
- Áreas Temáticas
  - Imaginarios locales de la ciudad de rango intermedio.
  - Comunicación y culturas mediáticas en la ciudad intermedia.
  - Gestión institucional y social.

- Núcleo de Estudios Interdisciplinarios sobre Poblaciones Humanas de Patagonia Austral - NEIPHPA

El Núcleo de Estudios Interdisciplinarios sobre Poblaciones Humanas de Patagonia Austral - NEIPHPA es un grupo de actividades científico tecnológicas, que funciona en el Laboratorio de Ecología Evolutiva Humana (LEEH), éste funciona desde hace poco más de 10 años en temas de investigación, docencia, difusión y capacitación y depende de la FACSO, con sede en la Unidad de Enseñanza Universitaria Quequén. 
El Grupo desarrolla abordajes interdisciplinarios sobre el cambio social, biológico y ambiental en el Cono Sur. Entre sus objetivos se encuentran la consolidación de un espacio de investigación, docencia y extensión en Quequén, partido de Necochea; trabajar para la radicación de investigadores, becarios y grupos de investigación y extensión en el laboratorio; promover la interacción con otros grupos e instituciones; proveer, en la medida de lo posible, la infraestructura, bibliografía y otros insumos necesarios para el desarrollo de dichas actividades y generar canales de diálogo y de participación, que permitan una interacción fluida entre los Investigadores y la Comunidad.
- Áreas Temáticas
  - Las Poblaciones Humanas de la Costa Patagónica Meridional durante el Holoceno. Integrando Líneas de evidencia para entender su ecología y vinculación con otros ambientes.
  - Escenarios Paleopatológicos y Epidemológicos Pre y Post contacto interétnico en la Patagonia Austral y Tierra del Fuego.
  - Arqueología Ambiental en la Costa del Sur de Patagonia.
  - Estudios de Paleoambientes  y Paleodietas del Holoceno en Patagonia Centro Meridional y Tierra del Fuego.